# 城咲あい
城咲 あい（しろさき あい、1983年1月24日 - ）は、元宝塚歌劇団月組の娘役スター。
東京都国分寺市、日本女子大学附属中学校出身。身長163cm。愛称は「あいっこ」。

## 来歴
1998年、宝塚音楽学校入学。
2000年、宝塚歌劇団に86期生として入団。入団時の成績は11番。花組公演「源氏物語 あさきゆめみし／ザ・ビューティーズ!」で初舞台。組まわりを経て月組に配属。
抜群のスタイルと華やかでエネルギッシュなダンスで注目を集め、2002年の「ガイズ&ドールズ」で新人公演初ヒロイン。その後も4度に渡って新人公演ヒロインを務める。
2003年の「なみだ橋 えがお橋」（バウホール・日本青年館公演）で、バウホール・東上公演初ヒロイン。その後も4度に渡ってバウホール公演ヒロインを務める。
2006年の「オクラホマ!」（日生劇場公演）で、専科理事の轟悠の相手役を務め、ヒロイン。
2008年の「グレート・ギャツビー」（日生劇場公演）では、トップスター・瀬奈じゅんの相手役に抜擢を受け、2度目となる日生劇場公演ヒロイン。
2009年12月27日、瀬奈じゅん退団公演となる「ラスト プレイ／Heat on Beat!」東京公演千秋楽をもって、宝塚歌劇団を退団。
退団後は舞台を中心に活動し、2015年にバレエダンサーの伊坂文月と結婚したことを発表。
2017年には長女を出産。
現在はダンスのインストラクターとして、宝塚歌劇団を目指す受験生の指導にあたっている。

## 宝塚歌劇団時代の主な舞台

### 初舞台
- 2000年4 - 5月、花組『源氏物語 あさきゆめみし』『ザ・ビューティーズ!』（宝塚大劇場のみ）[4][7]

### 組まわり
- 2000年5 - 6月、星組『黄金のファラオ』『美麗猫（ミラキャット）』（宝塚大劇場のみ）

### 月組時代
- 2000年9 - 11月、『ゼンダ城の虜』『ジャズマニア』（宝塚大劇場のみ）
- 2001年1 - 2月、『いますみれ花咲く』『愛のソナタ』（東京宝塚劇場）
- 2001年3月、『Practical Joke（ワルフザケ）』（ドラマシティ・赤坂ACTシアター）
- 2001年5 - 7月、『愛のソナタ』『ESP!!』（宝塚大劇場）
- 2001年8 - 9月、『大海賊』 - 新人公演：ルシア（本役：花城アリア）『ジャズマニア』（東京宝塚劇場のみ）
- 2001年10 - 11月、『血と砂』（バウホール・日本青年館） - プルミタス（少年）
- 2002年1 - 5月、『ガイズ&ドールズ』 - 新人公演：サラ・ブラウン（本役：映美くらら） 新人公演初ヒロイン[6][4][7]
- 2002年6月、『SLAPSTICK』（バウホール・日本青年館） - マルグリット
- 2002年8 - 12月、『長い春の果てに』 - 新人公演：ナタリー（本役：汐風幸）『With a Song in my Heart』
- 2003年1 - 2月、『春ふたたび』 - よの『恋天狗』 - お春（バウホール）
- 2003年4 - 8月、『花の宝塚風土記（ふどき）』『シニョール ドン・ファン』 - カトリーヌ、新人公演：ローサ・ヘミング（本役：美原志帆）[4]
- 2003年9月、『なみだ橋 えがお橋』（バウホール・日本青年館） - 十六夜 バウ・東上初ヒロイン[8][7]
- 2003年11 - 2004年3月、『薔薇の封印』 - 新人公演：ジェニファー／ポーラ（本役：映美くらら） 新人公演ヒロイン[11]
- 2004年4 - 5月、『愛しき人よ-イトシキヒトヨ-』（バウホール・日本青年館） - ジョセフィーヌ・ド・ハーグリーブ 東上ヒロイン[8]
- 2004年6 - 10月、『飛鳥夕映え』 - 生駒、新人公演：瑪瑙（本役：映美くらら）『タカラヅカ絢爛II』 新人公演ヒロイン[12]
- 2005年2 - 5月、『エリザベート』 - マデレーネ（黒天使）、新人公演：皇太后ゾフィー（本役：美々杏里）[4]
- 2005年7月、『Ernest in Love』（梅田芸術劇場） - セシリイ・カデュー
- 2005年9 - 12月、『JAZZYな妖精たち』 - ロージー、新人公演：シャノン・マクニール（本役：彩乃かなみ）『REVUE OF DREAMS』 新人公演ヒロイン、初エトワール[13]
- 2006年2月、『想夫恋（そうふれん）』（バウホール） - 小督 バウヒロイン[14]
- 2006年5 - 8月、『暁（あかつき）のローマ』 - クレオパトラ『レ・ビジュー・ブリアン』
- 2006年10月、『オクラホマ!』（日生劇場） - ローリー ヒロイン[9][1][4][10]
- 2007年1 - 4月、『パリの空よりも高く』 - エルザ『ファンシー・ダンス』
- 2007年5 - 6月、『ダル・レークの恋』（全国ツアー） - リタ エトワール
- 2007年8 - 11月、『MAHOROBA』『マジシャンの憂鬱』 - マレーク
- 2007年12 - 2008年1月、『HOLLYWOOD LOVER』（バウホール・日本青年館） - ローズ・ラムーア 東上ヒロイン[15][10]
- 2008年3 - 7月、『ME AND MY GIRL』 - ソフィア・ブライトン[注釈 1]／ジャクリーン・カーストン（ジャッキー）[注釈 1][16][7]
- 2008年9月、『グレート・ギャツビー』（日生劇場） - デイジー・ブキャナン ヒロイン[9][1][4][10]
- 2008年11 - 2009年2月、『夢の浮橋』 - 小宰相の君『Apasionado!!』
- 2009年5 - 8月、『エリザベート』 - 皇太后ゾフィー
- 2009年10 - 12月、『ラスト プレイ』 - エスメラルダ『Heat on Beat!（ヒート オン ビート）』 退団公演[5][10]

### 出演イベント
- 2002年10月、第43回『宝塚舞踊会』
- 2003年6月、TCAスペシャル2003『ディア・グランド・シアター』
- 2003年10月、第44回『宝塚舞踊会』
- 2004年7月、TCAスペシャル2004『タカラヅカ90』
- 2004年12月、霧矢大夢ディナーショー『Sweet & Chic』
- 2006年9月、TCAスペシャル2006『ワンダフル・ドリーマーズ』
- 2007年9月、TCAスペシャル2007『アロー!レビュー!』
- 2008年3月、『ME AND MY GIRL』前夜祭
- 2008年12月、タカラヅカスペシャル2008『La Festa!』
- 2009年6月、『百年への道』
- 2009年8月、瀬奈じゅんディナーショー『0-ZERO-』

## 宝塚歌劇団退団後の主な活動

### 舞台
- 2011年2月、『深説・八犬伝〜村雨恋奇譚〜』（シアタークリエ）[10]
- 2011年4 - 5月、『デスティニー』（テレピアホール・ドラマシティ・サンシャイン劇場） - ユミン[10]

## 受賞歴
- 2004年、『宝塚歌劇団年度賞』 - 2003年度新人賞[17]